# Inu-Oh
Inu-Oh (犬王) és una pel·lícula d'animació japonesa del 2021 dirigida per Masaaki Yuasa i produïda per Science SARU. Basada en la novel·la Tales of the Heike: INU-OH de Hideo Furukawa, la pel·lícula està ambientada al Japó del segle xiv i se centra en l'amistat entre l'Inu-Oh, un ballarí nascut amb característiques físiques úniques, i en Tomona, un músic cec. Ostracitzats per la societat a causa de les seves diferències físiques, l'Inu-Oh i en Tomona, tanmateix, utilitzen les seves habilitats artístiques per impulsar-se a l'estrellat. La pel·lícula es va estrenar al 78è Festival Internacional de Cinema de Venècia el 9 de setembre de 2021, amb una estrena a les sales mundials el 28 de maig de 2022. S'ha subtitulat al català.

## Premissa
Al Japó del segle xiv, durant el període Muromachi, hi regna la inestabilitat política. Tres-cents anys abans, una terrible guerra civil entre dos poderosos clans, coneguda com la Guerra Genpei, provoca la devastació i l'aniquilació del clan Heike. En els segles posteriors, el Japó es veu sacsejat per les rèpliques del conflicte, i comencen a créixer llegendes sobre els fantasmes dels Heike, que maleirien qualsevol que sense voler deshonrés la seva memòria. Malgrat l'amenaça constant de conflicte i el perill dels fantasmes antics, la cultura artística floreix durant el període Muromachi i neixen formes úniques d'art japonès, com la dansa i el teatre noh.
Durant aquest temps també neix l'Inu-Oh, un nen amb unes característiques físiques úniques. Els adults que el veuen estan horroritzats i tapen cada centímetre del seu cos amb peces de vestir i amaguen el seu rostre darrere d'una màscara sempre present.